# Merostachys
Genre
Merostachys est un genre de plantes monocotylédones de la famille des Poaceae,  sous-famille des Bambusoideae, originaire d'Amérique centrale et d'Amérique du Sud, qui comprend environ quarante espèces. 
Ce sont des bambous vivaces, aux tiges dressées, aux entrenœoeuds creux ou pleins et aux inflorescences en épis ou racèmes simples.
Les fruits sont des caryopses au péricarpe fin ou épais et dur, soudés à la graine ou faiblement adhérents à celle-ci.

## Liste d'espèces
Selon The Plant List (25 octobre 2017) :
- Merostachys abadiana Send.
- Merostachys annulifera Send.
- Merostachys argentea Send.
- Merostachys argyronema Lindm.
- Merostachys bifurcata Send.
- Merostachys brevigluma Send.
- Merostachys brevispica Munro
- Merostachys burmanii Send.
- Merostachys calderoniana Send.
- Merostachys caucaiana Send.
- Merostachys ciliata McClure & L.B.Sm.
- Merostachys claussenii Munro
- Merostachys exserta Munro ex E.G.Camus
- Merostachys filgueirasii Send.
- Merostachys fimbriata Send.
- Merostachys fischeriana Rupr. ex Döll
- Merostachys fistulosa Döll
- Merostachys glauca McClure & L.B.Sm.
- Merostachys kleinii Send.
- Merostachys kunthii Rupr.
- Merostachys lanata Send.
- Merostachys latifolia R.W.Pohl
- Merostachys leptophylla Send.
- Merostachys magellanica Send.
- Merostachys magnispicula Send.
- Merostachys maguireorum McClure
- Merostachys medullosa Send.
- Merostachys multiramea Hack.
- Merostachys neesii Rupr.
- Merostachys pauciflora Swallen
- Merostachys petiolata Döll
- Merostachys pilifera Send.
- Merostachys pluriflora Munro ex E.G.Camus
- Merostachys polyantha McClure
- Merostachys procerrima Send.
- Merostachys ramosissima Send.
- Merostachys retrorsa McClure
- Merostachys riedeliana Rupr. ex Döll
- Merostachys rondoniensis Send.
- Merostachys scandens Send.
- Merostachys skvortzovii Send.
- Merostachys sparsiflora Rupr.
- Merostachys speciosa Spreng.
- Merostachys ternata Nees
- Merostachys vestita McClure & L.B.Sm.